# Brainstorm (Mitchel Musso)
Brainstorm è un EP del cantante ed attore statunitense Mitchel Musso, pubblicato il 22 novembre 2010 sotto etichetta 717 Records, una indie.

## Il disco
Musso ha co-scritto e co-prodotto tutte e otto le tracce del disco. Ha lavorato con il fratello Mason Musso (Metro Station), il padre Sam Musso, Bryan Todd ed altri produttori americani.
Per questo EP, il diciannovenne Mitchel ha deciso di firmare con una indie, la 714 Records. Le sue motivazioni sono che con la Disney era costretto a fare la musica che loro imponevano, e si lasciava scarso spazio alla sua volontà e alla sua fantasia. Infatti, rispetto all'album di debutto (sullo stile pop/rock), questi brani presentano uno stile totalmente differente (sull'onda dell'elettronica).
Mitchel canta da solo in tutte le canzoni, a parte alcuni coretti di sottofondo lasciati al fratello Mason, con cui ha scritto molti brani del disco.
In un'intervista Mitchel dichiara: «È difficile scegliere la mia canzone preferita in questo album. Sono molto legato a tutti i pezzi, anche perché li ho scritti tutti io. Ma dovendone scegliere uno... sceglierei Come Back My Love!».
Come Back My Love è la settima e penultima traccia dell'EP, tratta in gran parte da un vecchio demo registrato dal fratello Mason, in cui compariva appunto anche Mitchel.
Le canzoni Celebrate e Open The Door sono state presentate già in alcuni live tenuti nell'estate del 2010 e in alcuni show televisivi. Celebrate, inoltre, è anche entrata nella classifica di Radio Disney. Alcuni secondi di Get Away erano già ascoltabili su Amazon settimane prima dell'uscita del disco e del video della stessa canzone; You Got Me Hooked era invece scaricabile gratuitamente dal sito di Mitchel dopo la registrazione.
Alcune parti della canzone Empty invece erano già state rese note tramite un video di Mitchel durante la registrazione della canzone, pubblicato sul canale YouTube del produttore Bryan Todd.
Sul sito di Musso era poi possibile ordinare tre versioni esclusive del disco: la "T-Shirt+CD" dove si poteva avere (oltre al disco) una maglietta di Mitchel; la "Deluxe" dove oltre agli oggetti già citati si avevano un quaderno per la scuola con le immagini di Brainstorm, un portachiavi con il logo di Musso, tre tatuaggi temporanei di Musso e un plettro per la chitarra con il logo del cantante; infine la "Deluxe Signed" dove oltre ai gadget precedenti si riceveva un autografo dell'artista. Mitchel Musso ha accompagnato il disco con un video per ogni canzone, perché tutte le canzoni fanno parte di un suo film mentale, di una storia, che lui ha appunto voluto chiamare Brainstorm. Le prime quattro canzoni sono allegre e narrano l'amore tra due ragazzi. Le altre sono più tristi e cupe e raccontano la fine della loro storia.

## Tracce
1. Get Away – 3:35
2. Got Your Heart – 3:05
3. Celebrate – 3:08
4. You Got Me Hooked – 2:59
5. Just Go – 3:16
6. Empty – 3:47
7. Come Back My Love – 2:49
8. Open the Door – 3:25

## Pubblicazione
L'EP è stato pubblicato il 22 novembre 2010 come esclusiva del negozio Walmart. Infatti proprio sul sito del noto negozio l'album era già pre-ordinabile settimane prima della sua uscita nei negozi. Il disco è stato poi reso scaricabile anche dai siti Amazon e iTunes.
Musso ha promosso il CD con apparizioni in alcuni show televisivi della mattina e con dei video per il sito di Walmart, per poi partire per un tour assieme alla sua band e a suo fratello Mason.

## Video
Come già detto sopra, Mitchel ha deciso di pubblicare un video per ogni canzone.
Get Away è stato il primo video ed è stato pubblicato come singolo su iTunes il 29 ottobre 2010 e il 2 novembre come video sul canale YouTube MussoLive.
Got Your Heart invece viene pubblicato come videoclip il 16 novembre 2010.
Celebrate esce su iTunes il 15 dicembre 2010 e il 22 novembre 2010, in contemporanea con l'uscita dell'EP, come videoclip.
È poi il turno di You Got Me Hooked (4 dicembre 2010), Just Go (17 dicembre 2010) e Empty (12 gennaio 2011) come video.
Il 14 febbraio 2010 viene pubblicato il video di Come Back My Love.
Il 6 maggio 2011, dopo una lunga attesa, Mitchel pubblica il video per Open The Door.